# Кубок СССР по современному пятиборью 1961
Соревнования сильнейших пятиборцев СССР проводились в Ереване  Армянская ССР с 22 по 25 апреля 1961 года. Эти соревнования проводились как Кубок СССР.
Главный судья соревнований — судья всесоюзной категории К. А. Заргарян.
На турнире награды разыгрывались в личном первенстве. Стартовало 39 спортсменов.

## Кубок СССР. Мужчины. Личное первенство
| Дисциплина        | Золото                                            | Серебро                                | Бронза                                           |
| Личное первенство | Сергей Фетисов · Москва · Вооружённые Силы · 5007 | Новиков Игорь · Ереван · Динамо · 4950 | Пахомов Борис · Москва · Вооруженные Силы · 4900 |

## Личное первенство
- Итоговая таблица.

| Место | Спортсмен      | Город                    | очки/результат | очки/победы | очки/результат | 300 м очки/результат | 4 км очки/результат | Сумма |
| ----- | -------------- | ------------------------ | -------------- | ----------- | -------------- | -------------------- | ------------------- | ----- |
| 1.    | Фетисов Сергей | Москва, Вооруженные Силы | 985/5.03,8     | 1035/29     | 1040/197       | 875/4.25,1           | 1072/14.36,8        | 5007  |
| 2.    | Новиков Игорь  | Ереван, Динамо           | 1040/4.52,3    | 860/24      | 920/191        | 1040/3.52,8          | 1090/14.30,2        | 4950  |
| 3.    | Пахомов Борис  | Москва, Вооруженные Силы | 1085/4.43,5    | 685/19      | 940/192        | 1040/3.52,1          | 1150/14.10,8        | 4900  |

- Результаты по видам пятиборья.

 Конный кросс.
| Место | Спортсмен                              | Время  | Очки |
| ----- | -------------------------------------- | ------ | ---- |
| 1.    | О. Чувилин · Московская область, Труд  | 4.34,0 | 1140 |
| 2.    | Ю. Муромцев · Тбилиси, Динамо          | 4.37,5 | 1115 |
| 3.    | Х. Сельг · Эстонская ССР, Тарту, Калев | 4.39,5 | 1105 |

 Фехтование.
*Результаты. Личное первенство.
| Место | Спортсмен      | Республика спортивное общество | Победы | Очки |
| ----- | -------------- | ------------------------------ | ------ | ---- |
| 1.    | Игорь Флейшман | Москва · Спартак               | 30     | 1070 |
| 2.    | С. Фетисов     | Москва · Вооруженные Силы      | 29     | 1035 |
| 3-5.  | О. Чувилин     | Московская область · Труд      | 25     | 805  |
| 3-5.  | Н. Татаринов   | Ленинград Вооруженные Силы     | 25     | 805  |
| 3-5.  | Н. Шинкаренко  | Ленинград Буревестник          | 25     | 805  |

 Стрельба.
*Результаты. Личное первенство.
| Место | Спортсмен    | Республика спортивное общество | Результат | Очки |
| ----- | ------------ | ------------------------------ | --------- | ---- |
| 1.    | С. Фетисов   | Москва · Вооруженные Силы      | 197       | 1040 |
| 2.    | О. Чувилин   | Московская область · Труд      | 196       | 1020 |
| 3.    | Н. Татаринов | Ленинград Буревестник          | 194       | 980  |

 Плавание.
Дистанция 300 м вольным стилем.
*Результаты. Плавание. Личное первенство.
| Место | Спортсмен  | Республика спортивное общество | Результат | Очки |
| ----- | ---------- | ------------------------------ | --------- | ---- |
| 1.    | И. Дерюгин | Киев · Вооруженные Силы        | 3.42,4    | 1090 |
| 2.    | Э. Лийвак  | Таллин · Динамо                | 3.48,8    | 1060 |
| 3.    | Б. Пахомов | Москва · Вооруженные Силы      | 3.52,1    | 1040 |

 Кросс. Дистанция 4 км.
| Место | Спортсмен                                | Результат | Очки |
| ----- | ---------------------------------------- | --------- | ---- |
| 1.    | Пичужкин Валерий · Львов, Буревестник    | 14.06,6   | 1162 |
| 2.    | Пахомов Борис · Москва, Вооружённые Силы | 14.10,8   | 1150 |
| 3.    | И. Дерюгин · Киев, Вооруженные Силы      | 14.25,0   | 1105 |

## Личное первенство. Итоговые результаты
Личное первенство.
| Место | Спортсмен      | Спортивное общество       | время/очки  | победы/очки | результат/очки | 300 м время/очки | 4 км время/очки | Сумма |
| ----- | -------------- | ------------------------- | ----------- | ----------- | -------------- | ---------------- | --------------- | ----- |
| 1.    | Сергей Фетисов | Москва · Вооруженные Силы | 5.03,8/985  | 29/1035     | 197/1040       | 4.25,1/875       | 14.35,8/1072    | 5007  |
| 2.    | Игорь Новиков  | Ереван · Динамо           | 4.52,3/1040 | 24/800      | 191/920        | 3.52,8/1040      | 14.30,2/1090    | 4950  |
| 3.    | Борис Пахомов  | Москва · Вооруженные Силы | 4.43,5/1085 | 19/685      | 192/940        | 3.52,1/1040      | 14.10,8/1150    | 4900  |